# NGC 2326
NGC 2326（又称PGC 20218），是一个位于天猫座的棒旋星系，1788年2月9日由威廉·赫歇爾发现。该星系视星等为14.3，大小为2.71弧分。